# SS Sirius (1837)
La SS Sirius era un battello a vapore con lo scafo in legno e con due ruote ai fianchi costruito nel 1837 per il viaggio Londra - Cork gestito dalla Saint George Steam Packet Company. L'anno successivo la rotta della nave venne cambiata; in questo modo essa si trasformò in un transatlantico. Raggiungendo New York un giorno prima della SS Great Western, la nave fu la prima vincitrice del Nastro Azzurro, anche se questo termine venne utilizzato solo qualche decennio dopo.

## Descrizione
Sirius era una nave che misurava 54,4 m dal poppa alla prua e aveva una profondità che misurava 5,6 m. La sua larghezza era di 7,8 m, mentre il suo pescaggio misurava 4,6 m.
Aveva due cilindri costruiti dalla Wingate & Co. che comandavano due ruote. Le sue caldaie fornivano al motore una pressione di circa 5 psi. La velocità massima di questa nave era di 12 nodi. Essa poteva trasportare il peso massimo di 460 t di carbone, sufficienti per percorrere 2'897 miglia nautiche ad una velocità media di 6,7 nodi.
La Sirius era forse una delle prime navi a vapore ad essere costruite con un condensatore.

## Servizio
La SS Sirius era una delle navi più grandi della Saint George Steam Packet Company e nell'agosto del 1837 iniziò a compiere il collegamento Cork-Londra.
In quel periodo la British and American Steam Navigation Company stava contendendo alla rivale Great Western Steamship Company il controllo delle rotte transatlantiche; la GW aveva in costruzione una nuova unità, la SS Great Western, capace di collegamenti rapidi con le Americhe, e la B&A decise quindi di affittare la SS Sirius per battere in velocità i rivali. Salpata da Cork il 4 aprile 1838, la nave raggiunse New York in soli 18 giorni, 4 ore e 22 minuti, quando un normale viaggio di una nave dell'epoca era di 40 giorni. Quando il carbone scarseggiò, l'equipaggio bruciò i mobili e perfino un albero, il che ispirò successivamente (1872) il romanzo di Jules Verne Il giro del mondo in 80 giorni. La SS Great Western partì quattro giorni dopo la SS Sirius ed arrivò solo un giorno dopo l'arrivo della SS Sirius. Forse perché la Sirius era troppo piccola per sostenere un viaggio dove veniva attraversato l'intero Oceano Atlantico, dopo un viaggio a San Pietroburgo la nave ritornò a compiere il trasporto regolare di passeggeri da Cork a Glasgow.
Nel 1839 la Saint George Steam Packet Company offrì all'ammiragliato del Regno Unito di far compiere alla SS Sirius un servizio postale da Cork a Glasgow e da Halifax a New York. Anche la Great Western Steamship Company si offrì di fare ciò. Tuttavia tutte le due offerte vennero respinte dall'Ammiragliato, che invece diede il compito alla Cunard Line.
La nave venne inviata a Kingston upon Hull alla fine del 1840 per la sostituzione delle caldaie, ma la nave rimase lì per due anni per dei problemi con il bacino di carenaggio. Di fronte a queste difficoltà la Saint George Steam Packet Company venne rifinanziata e ricevette la Cork Steam Ship Company, con la quale la nave inizia a navigare di nuovo nelle acque dell'Irlanda.

## Fine della SSSirius
La SS Sirius naufragò nel 1847. Il 16 gennaio in un viaggio da Cork a Glasgow con passeggeri e merci, la nave si schiantò sugli scogli in presenza di una fitta nebbia, nelle vicinanze di Ballycotton. Venne calata soltanto una scialuppa ed era anche sovraccarica, così l'acqua entrò, facendo annegare i dodici passeggeri e i due membri dell'equipaggio. La maggior parte delle 91 persone a bordo venne salvata, ma morirono venti persone.

## Curiosità
- Un articolo del New York Tribune sul Mauretania venne citata la SS Sirius in modo errato. Infatti c'era scritto che essa era la prima nave a vapore ad attraversare l'Oceano Atlantico, mentre prima di essa c'erano altre navi, come la Savannah nel 1819, la Curaçao nel 1827 e la Royal William nel 1833.[4]